# Calumetita
La calumetita és un mineral de la classe dels halurs. Va ser descobert l'any 1963 a la mina Centennial, Comtat d'Houghton, Michigan, Estats Units, i redefinida el 2019. Va ser anomenada així per Sidney A. Williams en relació amb el nom de la localitat tipus del mineral.

## Característiques
La calumetita és un halur de fórmula química CaCu₄(OH)₈Cl₂(H₂O)₃.₅. Cristal·litza en el sistema ortoròmbic. La seva duresa a l'escala de Mohs és 2. És insoluble en amoníac i aigua però sí en àcids diluïts forts.
Segons la classificació de Nickel-Strunz, la calumelita pertany a «03.DA: Oxihalurs, hidroxihalurs i halurs amb doble enllaç, amb Cu, etc., sense Pb» juntament amb els següents minerals: melanotal·lita, atacamita, botallackita, clinoatacamita, hibbingita, kempita, paratacamita, belloïta, herbertsmithita, kapellasita, gillardita, haydeeïta, anatacamita, claringbul·lita, barlowita, simonkol·leïta, buttgenbachita, connel·lita, abhurita, ponomarevita, anthonyita, avdoninita, khaidarkanita, bobkingita i droninoïta.
Va ser redefinida com espècie per l'IMA l'any 2019, abandonant l'antiga fórmula Cu(OH,Cl)₂·2H₂O. Com a conseqüència la vondechenita, idèntica a la redefinida calumetita, queda desacreditada.

## Formació i jaciments
La calumetita va ser descoberta l'any 1963 a la mina Centenario; mina on s'explotaven minerals de coure. La calumetita també s'ha trobat en cavitats de basalts i com a producte d'alteració en objectes de coure. Es troba associada a tremolita, quars, epidota, monacita, coure natiu, cuprita, atacamita, buttgenbachita, malaquita, paratacamita i anthonyita. Malgrat que la calumetita és un mineral que es forma naturalment, també pot formar-se sintèticament a partir de clorur d'amoni. S'ha descrit a Àustria, Alemanya, Grècia, Itàlia i als EUA.

## Usos
La calumetita ha estat emprada, entre d'altres, per a la pintura, sigui al fresc o al canemàs, en el que es coneix com a blau llima.